# Frederick William Franz
Frederick William Franz (12 de septiembre de 1893 - 22 de diciembre de 1992) fue presidente de la Watchtower Bible and Tract Society of Pennsylvania, corporación legal de los Testigos de Jehová, y miembro de su Cuerpo gobernante.

## Biografía
Sus padres fueron Edward Frederick Franz e Ida Louise. Franz fue bautizado en la Iglesia Luterana, pero concurría a una escuela parroquial católica y a los servicios religiosos de la Iglesia católica. En 1899, la familia Franz se muda a Cincinnati. Esta vez fue enviado a una escuela pública. Al terminar la escuela intermedia en 1907, entró en la Escuela Secundaria Woodward, donde se graduó en la primavera de 1911.
Asistió a la Universidad de Cincinnati, donde estudió griego bíblico y latín. Entretanto, decidió ser predicador presbiteriano.En la universidad fue escogido para recibir una beca Rhodes, lo cual le garantizaba su admisión en la universidad de Oxford Inglaterra.Sin embargo antes que pudiera anunciar todo esto Frederick perdió el interés en la beca y pidió que su nombre fuera quitado de la lista de los que competían por obtenerla y dejó la universidad en mayo de 1914. Si bien no completó sus estudios, siguió capacitándose en idiomas de forma autodidacta. De hecho, llegó a ser capaz de leer y hablar varios idiomas.
Se bautizó como Estudiante de la Biblia el 5 de abril de 1914 en Chicago, Illinois. Inmediatamente después de su bautismo, llegó a ser precursor. Fue anciano de la congregación de los Estudiantes de la Biblia de Cincinnati. El 1 de junio de 1920 llegó a formar parte del Betel de Brooklyn. Al poco tiempo se le puso a cargo de la mesa de repartidores y en 1926 se le asignó al departamento editorial, donde fue un escritor prolífico.
En 1934 la Sociedad Watch Tower usó fonógrafos con grabaciones de las conferencias de Joseph Franklin Rutherford para presentar literatura bíblica. Al poco tiempo salieron las grabaciones traducidas al castellano, cosa esta que aprovechó Frederick William Franz, para llegar a los hispanohablantes. Con el tiempo Franz organizó la primera congregación de español de los Testigos de Jehová en Brooklyn, llegando incluso a ser miembro de dicha congregación. En 1945 fue nombrado vicepresidente de la Sociedad Watch Tower y otras agencias relacionadas. En 1977 fue elegido presidente de la Sociedad Watch Tower.
Franz es considerado por algunos, aunque jamás se ha reconocido oficialmente, una figura clave en la preparación de la Traducción del Nuevo Mundo de las Santas Escrituras, la cual fue producida por un comité anónimo. También escribió muchos artículos de la Atalaya. 
Muríó en Brooklyn en 1992 a los 99 años. The New York Times lo consideró como; "un líder religioso .... de una denominación cristiana" y "un erudito bíblico". El artículo declaró que estaba "versado en hebreo, arameo, y griego".